# ハンナ・ヴァルター
ハンナ・ヴァルター（Hanna Walte、1939年11月24日 - ）は、オーストリア出身の女性フィギュアスケート選手。1956年コルティナダンペッツォオリンピック女子シングルオーストリア代表。1959年ヨーロッパフィギュアスケート選手権優勝。

## 経歴
- 1956年コルティナダンペッツォオリンピックに出場し7位
- 1959年ヨーロッパフィギュアスケート選手権優勝。

## 主な戦績
| 大会/年      | 1953-54 | 1954-55 | 1955-56 | 1956-57 | 1957-58 | 1958-59 |
| ------------ | ------- | ------- | ------- | ------- | ------- | ------- |
| オリンピック |         |         | 7       |         |         |         |
| 世界選手権   |         | 棄権    | 7       | 6       | 3       | 2       |
| 欧州選手権   | 9       | 5       | 5       | 3       | 2       | 1       |